# Crella acanthosclera
Crella acanthosclera är en svampdjursart som först beskrevs av Claude Lévi 1983.  Crella acanthosclera ingår i släktet Crella och familjen Crellidae.
Artens utbredningsområde är havet kring Nya Kaledonien. Inga underarter finns listade i Catalogue of Life.